# Horní Výšina
Horní Výšina je malá vesnice, část obce Halže v okrese Tachov v Plzeňském kraji. Nachází se asi dva kilometry jihozápadně od Halže. Je zde evidováno 20 adres. V roce 2011 zde trvale žilo 30 obyvatel.
Horní Výšina leží v katastrálním území Výšina o rozloze 13,15 km².

## Historie
První písemná zmínka o vesnici pochází z roku 1713.

## Obyvatelstvo
| Rok            | 1869 | 1880 | 1890 | 1900 | 1910 | 1921 | 1930 | 1950 | 1961 | 1970 | 1980 | 1991 | 2001 | 2011 | 2021 |
| -------------- | ---- | ---- | ---- | ---- | ---- | ---- | ---- | ---- | ---- | ---- | ---- | ---- | ---- | ---- | ---- |
| Počet obyvatel | 826  | 637  | 650  | 600  | 604  | 569  | 576  | 33   | 47   | 34   | 26   | 13   | 15   | 30   | 30   |
| Počet domů     | 81   | 89   | 93   | 97   | 95   | 99   | 110  | 97   | 97   | 6    | 5    | 7    | 8    | 9    | 11   |

## Obecní správa
Původně šlo o samostatnou obec s názvem Ringelberg. Po druhé světové válce byla osadou obce Obora a došlo k jejímu rozdělení na Dolní Výšinu a Horní Výšinu, přičemž Horní přešla roku 1961 pod obec Halže a Dolní pod obec Lučina (po jejím zatopení opět spadala pod obec Halže, ale od 24. listopadu 1990 se vrátila k obci Obora).